# SCRT1
SCRT1 (англ. Scratch family transcriptional repressor 1) – білок, який кодується однойменним геном, розташованим у людей на 8-й хромосомі. Довжина поліпептидного ланцюга білка становить 348 амінокислот, а молекулярна маса — 35 570.
| 10         |  | 20         |  | 30         |  | 40         |  | 50         |
| ---------- |  | ---------- |  | ---------- |  | ---------- |  | ---------- |
| MPRSFLVKKV |  | KLDAFSSADL |  | ESAYGRARSD |  | LGAPLHDKGY |  | LSDYVGPSSV |
| YDGDAEAALL |  | KGPSPEPMYA |  | AAVRGELGPA |  | AAGSAPPPTP |  | RPELATAAGG |
| YINGDAAVSE |  | GYAADAFFIT |  | DGRSRRKASN |  | AGSAAAPSTA |  | SAAAPDGDAG |
| GGGGAGGRSL |  | GSGPGGRGGT |  | RAGAGTEARA |  | GPGAAGAGGR |  | HACGECGKTY |
| ATSSNLSRHK |  | QTHRSLDSQL |  | ARRCPTCGKV |  | YVSMPAMAMH |  | LLTHDLRHKC |
| GVCGKAFSRP |  | WLLQGHMRSH |  | TGEKPFGCAH |  | CGKAFADRSN |  | LRAHMQTHSA |
| FKHFQCKRCK |  | KSFALKSYLN |  | KHYESACFKG |  | GAGGPAAPAP |  | PQLSPVQA   |

A: Аланін

C: Цистеїн

D: Аспарагінова кислота

E: Глутамінова кислота

F: Фенілаланін

G: Гліцин

H: Гістидин

I: Ізолейцин

K: Лізин

L: Лейцин

M: Метіонін

N: Аспарагін

P: Пролін

Q: Глутамін

R: Аргінін

S: Серин

T: Треонін

V: Валін

W: Триптофан

Кодований геном білок за функцією належить до репресорів. 
Задіяний у таких біологічних процесах, як транскрипція, регуляція транскрипції. 
Білок має сайт для зв'язування з іонами металів, іоном цинку, ДНК. 
Локалізований у ядрі.